# Microeuraphia
Microeuraphia is een zeepokkengeslacht uit de familie van de Chthamalidae. De wetenschappelijke naam van het geslacht werd voor het eerst geldig gepubliceerd in 1997 door Poltarukha.

## Soorten
De volgende soorten zijn bij het geslacht ingedeeld:
- Microeuraphia aestuarii (Stubbings, 1963)
- Microeuraphia apelloefi (Nilsson-Cantell, 1921)
- Microeuraphia eastropacensis (Laguna, 1987)
- Microeuraphia imperatrix (Pilsbry, 1916)
- Microeuraphia permitini (Zevina & Litinova, 1970)
- Microeuraphia rhizophorae (De Oliveira, 1940)
- Microeuraphia withersi (Pilsbry, 1916)